# Menudo (banda)
Menudo foi um grupo musical de Porto Rico, classificado por muitos como uma boy band, criado em 1977 pelo produtor Edgardo Díaz. O grupo foi um fenômeno na América Latina na época de seu boom, angariando milhares de fãs em um fenômeno que pode ser comparado à beatlemania no mundo.
Na década de 1980 passaram pelo grupo Xavier Serbiá, Miguel Cancel, René Farrait, Carlos Meléndez, Ricky Meléndez, Johnny Lozada, Charlie Massó, Ray Reyes, Roy Rosselló, Robby Draco Rosa, Nefty Sallaberry, Ricky Martin e Sergio Blass, alcançando projeção nacional. O primeiro país da América Latina em que ficaram famosos foi na Venezuela, posteriormente ficaram famosos também em outros países latino-americanos como México, Argentina, Colômbia, Chile, Uruguai e Brasil. O grupo vendeu mais de 20 milhões de discos pelo mundo e encerrou suas atividades em 2009.

## História

### Década de 1970
O Menudo foi criado em 1977, em Caguas, Porto Rico, por Edgardo Díaz, que já tinha experiência com o grupo “La Pandilla”. Ele identificou um vazio no mercado musical juvenil, que carecia de ídolos para a juventude, e começou a trabalhar para formar um grupo de jovens. Inicialmente, o Menudo era formado por uma verdadeira família: Carlos, Oscar e Ricky Meléndez, primos de Edgardo, e os irmãos Fernando e Nefty Sallaberry, filhos de um amigo de Edgardo. As idades dos integrantes variavam entre 9 e 12 anos. Nos primeiros meses, os jovens conciliavam os estudos com os ensaios e apresentações nos fins de semana. Para viabilizar a logística do grupo, Edgardo montou uma estrutura que incluía tutores que viajavam com os meninos e regulamentos internos para manter a disciplina.
O nome do quinteto surgiu quase por acaso, durante o segundo ensaio do grupo. A irmã de Díaz entrou na casa onde estavam ensaiando e, surpresa ao ver cinco jovens dançando e cantando na garagem, exclamou em voz alta: Que mucho menudo hay aquí! A frase pegou, e o grupo foi batizado de Menudo. Edgardo tinha algumas regras para o grupo, por exemplo, quando os meninos completavam 16 anos ou atingiam a puberdade, eles deixavam a banda, abrindo espaço para novos talentos mais jovens. Isso permitia que o Menudo mantivesse sua imagem de juventude e apelo ao público adolescente, renovando-se constantemente. Outra regra notável, era que os nomes dos garotos não eram incluídos nos créditos da parte gráfica do álbum. Díaz queria que se destacasse e se desenvolvesse a personalidade do Menudo como grupo exclusivamente, e não que se destacassem os dotes artísticos de seus integrantes como indivíduos, pois, segundo ele, dessa forma a lealdade das fãs se manteria exclusivamente com o grupo e não com cada um dos garotos que compunham o Menudo em determinado momento.
A primeira apresentação oficial do grupo aconteceu no dia 25 de novembro de 1977, em Juncos, Porto Rico. No início, o Menudo fazia shows gratuitos nas praças públicas, com o apoio de prefeituras locais, para se tornar conhecido. Foi com essa estratégia que começaram a conquistar o público porto-riquenho, até serem convidados para programas de televisão como El Show de Tommy e Noche de Gala em 1979.
A formação inicial gravou dois álbuns entre 1977 e 1978, ambos inicialmente intitulados Menudo, mas renomeados como Los fantasmas e Laura após a consolidação internacional. Apesar do esforço de Edgardo, que tirou dinheiro do pr´oprio bolso para criar sua própria gravadora, a Padosa, as produções tiveram impacto limitado no mercado musical, mas começaram a abrir caminho para o sucesso do grupo. O single “Los Fantasmas” foi uma das primeiras músicas a ganhar alguma popularidade.
Em 1979, o grupo iniciou sua trajetória internacional com uma turnê promocional na Venezuela. Apesar de não receberem cachês, apenas custos cobertos, essa experiência foi essencial para estabelecer a popularidade do Menudo fora de Porto Rico. Nessa ano, lançaram mais dois álbuns: Chiquitita e ¡Felicidades!, o primeiro álbum dedicado à canções natalinas. O grupo alcançou reconhecimento no mercado venezuelano, com apresentações lotadas em locais importantes como o estádio El Poliedro, em Caracas, para mais de 11 mil pessoas. Seguindo as regras de renovação de integrantes, Nefty foi o primeiro membro da formação original a sair do Menudo, sendo substituído por René.

### Década de 1980
Na década de 1980 era um dos grupos musicais de maior visibilidade nos meios de comunicação rendendo frequentes aparições em programas televisivos, rádios, revistas, jornais, tendo a imprensa se voltado para o então fenômeno artístico. Os shows costumavam reunir grande público, de modo que apenas estádios de futebol poderiam comportar o número de pagantes.
Uma das principais características do grupo era a frequente troca dos componentes, que na maioria das vezes eram substituídos ao completarem 16 anos. Tal prática teria contribuído para a queda da popularidade do grupo, já que fãs, em sua maioria adolescentes, demonstravam certo aborrecimento com as trocas sucessivas.
Quando atingiu seu apogeu na América Latina o Menudo era formado pelos então adolescentes Robby Rosa, Charlie Massó, Roy Rosselló, Ray Reyes e Ricky Meléndez, último membro este que fora substituído por Ricky Martin poucos meses depois.
Em 1983, o grupo assinou um contrato multimilionário de seis anos com a RCA International e lançou seu álbum em espanhol A Todo Rock. Segundo a revista Time, no final de julho, o grupo já havia vendido 3 milhões de cópias em todo o mundo, 750.000 apenas nos EUA. O sucesso do grupo fez com que vários outros semelhantes fossem criados, em diferentes países, como os grupos brasileiros Dominó e Ciclone e o argentino Tremendo. Em 1984, o prefeito de Los Angeles, Tom Bradley, proclamou o dia 4 de março como o "Dia do Menudo" na cidade.
Por volta dessa época, começou a ser produzida em massa a mercadoria do Menudo. Os produtos incluíam bonecos do Menudo, que surgiram nos mercados de brinquedos dos Estados Unidos e da América Latina em 1984, cartas de troca Menudo da Topps, relógios de pulso, fotonovelas, fanzines, camisetas, um jogo de tabuleiro de 1981 chamado "Menudo Karshow" e outros acessórios de vestuário e materiais escolares.

### Década de 1990
Em 1990, o grupo retorna ao Brasil para a promoção do álbum e também da canção-título Os Últimos heróis[carece de fontes?]. O figurino colorido e colado ao corpo, bastante explorado na década de 1980, deu lugar ao estilo roqueiro. Sergio Blass é o único membro da antiga formação que retorna ao país desde 1986[carece de fontes?], quando do lançamento do disco Refrescante, acompanhado dos novos integrantes Rubén Gómez, Robert Avellanet, Rawy Torres e o mexicano Adrián Olivares.
Em novembro daquele Mesmo Ano o grupo viria enfrentar um dos maiores escândalos de sua história, quando Sérgio e Rubén foram detidos no aeroporto de Miami, ao encontrar maconha, provavelmente adquirida no México, junto a seus equipamentos. O fato culminou com a demissão de ambos componentes. No início de 1991, o grupo recebia dois novos integrantes estrangeiros com a entrada do espanhol Edward Aguilera e do venezuelano Jonathan Montenegro. Tal formação acabou se rompendo em abril do mesmo ano com a saída de Robert, Rawy, Edward e Jonathan, que se demitiram alegando quebra de cláusulas contratuais , abusos e maus tratos.
Adrián é o único que permaneceria na banda até 1993. Com a mudança de diversos integrantes, o grupo manteve um estilo mais comportado. Logo entraram Abel Talamántez, Andrés Blázques, Alexis Grullón e Ashley Ruíz e Ricky López. O Menudo viria ao Brasil pela última vez no final daquele ano para o lançamento do álbum Vem pra mim.[carece de fontes?]

#### MDO
No início da década de 1990, Edgardo Díaz vendeu os direitos da marca registrada Menudo para uma empresa sediada no Panamá. Em 1996, após o lançamento e a promoção do álbum Tiempo de amar, os integrantes remanescentes deram origem ao grupo MDO, inicialmente sob a direção e produção de Díaz. O nome "MDO" surgiu de um apelido que os próprios membros usavam para se referir à banda durante o período em que integravam o Menudo.

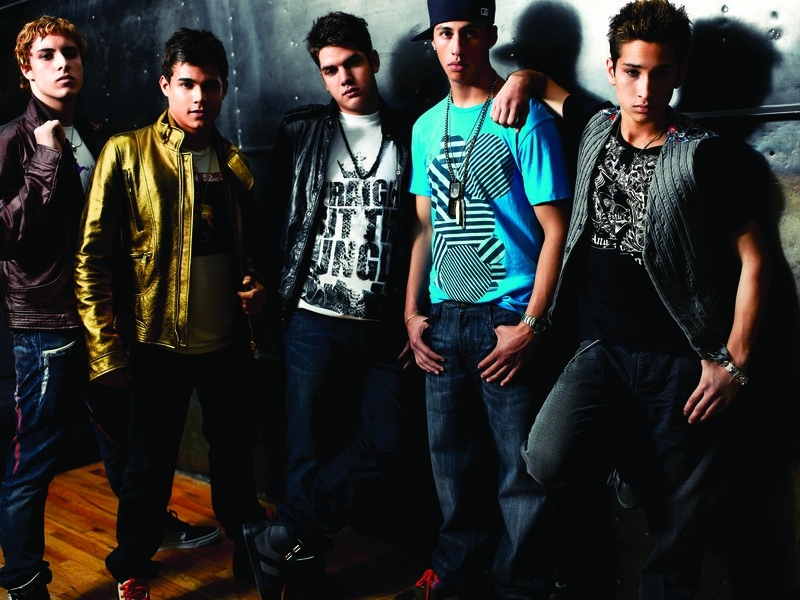
Formação do Menudo de 2007: José, Monti, Emmanuel, Carlos e Chris.

O MDO lançou seis álbuns de estúdio e uma coletânea, alcançando grande sucesso comercial com discos de ouro e platina em diversos países, além de figurar em importantes paradas musicais. Uma das principais diferenças em relação ao Menudo era a ausência da regra que determinava a saída dos integrantes ao atingirem 15 ou 16 anos. No MDO, os membros podiam continuar no grupo mesmo na fase adulta, o que trouxe mais estabilidade ao conjunto. Além disso, a banda destacou-se por um estilo mais autêntico, compondo suas próprias músicas e tocando diversos instrumentos nos álbuns, característica que os diferenciava ainda mais de sua origem no Menudo.

### O novo Menudo
Em 2007 foi anunciada a recriação do Menudo após ser firmado um multi-contrato com a gravadora Sony BMG, através de seu sub-selo Epic Records. A direção da banda fica a cargo de Johnny Wright, e fora definido que o remake da banda faria uma fusão de música urbana, pop e rock, com gravações em inglês e espanhol. A refundação se dá através de um reality show, produzido pela MTV, intitulado Making Menudo. A série teve início em 25 de outubro daquele ano com término em 20 de novembro. Foram escolhidos José Bordonada Collazo, Chris Moy, Emmanuel Vélez Pagán, José Monti Montañez, e Carlos Olivero.
Em dezembro, poucas semanas após se ter refeito o grupo, foi lançada uma amostra do que o grupo traria de novo através do EP More Than Words, que incluía quatro canções: "More Than Words", "Más que amor", "Move" e "This Christmas". O primeiro álbum teve seu lançamento no outono de 2008.

### 2015-2021
Após enfrentar problemas internos, o El Reencuentro se separou em 2015; Charlie Massó ameaçou tomar medidas legais contra Johnny Lozada, que na época tinha o controle financeiro e gerencial do projeto. Em 2016, quatro membros do El Reencuentro — René Farrait, Charlie Massó, Ray Reyes e Miguel Cancel — se juntaram a Robert Avellanet e voltaram a excursionar, desta vez sob o nome Menudo. No entanto, o projeto se dissolveu rapidamente e continuou com a Menudomania Forever Tour, produzida pela In Miami Productions, formada por outros ex-integrantes do Menudo e do MDO de diferentes épocas, incluindo Avellanet, Jonathan Montenegro e Rawy Torres.
Em 2019, Ricky Meléndez, Johnny Lozada, Miguel Cancel, Ray Reyes e René Farrait se reuniram novamente para a "Súbete a Mi Moto Tour", que começou no Dunkin' Donuts Center e incluiu datas na América Latina. Posteriormente, foi informado que Robert Avellanet substituiria Miguel Cancel no restante da turnê, que está suspensa devido à pandemia de COVID-19.
Em setembro de 2020, Anthony Galindo, ex-integrante do Menudo e do MDO, foi encontrado inconsciente após uma tentativa de suicídio. Ele morreu dias depois, enquanto ainda estava hospitalizado, tornando-se o primeiro membro do Menudo a falecer. Sua família relatou que o cantor estava em profunda depressão devido ao fechamento prolongado de casas de espetáculos por causa da pandemia. Seus órgãos foram doados de acordo com seu último desejo.
O membro de longa data Ray Reyes faleceu em 30 de abril de 2021, vítima de um ataque cardíaco em sua casa de infância em Toa Baja, Porto Rico, aos 51 anos. O grupo encerrou sua última versão da "Súbete A Mi Moto Tour" com os integrantes Ricky Meléndez, René Farrait, Johnny Lozada e Miguel Cancel.

### 2022 – Relançamento
Em 2022, foi anunciado que um novo grupo, liderado pelo ator mexicano-americano Mario Lopez, faria um reboot do Menudo. O projeto, chamado "Menudo: A New Beginning", realizou audições online e presenciais em Miami (Flórida), Nova York (NY) e San Juan, Porto Rico.
No dia 20 de março de 2023, os novos integrantes da boy band Menudo se apresentaram no programa Good Morning America. Os membros do grupo eram: Alejandro Querales (16 anos), Ezra Gilmore (14 anos), Gabriel Rossell (15 anos), Andrés Emilio Pirela (15 anos) e Nicolas Calero (12 anos).
Em 2024, eles participaram do programa America's Got Talent. Desde então, Ezra Gilmore e Nicolas Calero deixaram a banda.

## Discografia

### Álbuns de estúdio
| Los fantasmas                                                                              | - Lançamento: 1977 - Gravadora: Padosa - Formatos: LP, K7           | —  | — | —  | —   | —  | — | —  |              | - : 6,000                 |
| Laura                                                                                      | - Lançamento: 1978 - Gravadora: Padosa - Formatos: LP, K7           | —  | — | —  | —   | —  | — | —  |              |                           |
| Chiquitita                                                                                 | - Lançamento: 1979 - Gravadora: Padosa - Formatos: LP, K7           | —  | — | —  | —   | —  | — | —  | - : Ouro     |                           |
| ¡Felicidades!                                                                              | - Lançamento: 1979 - Gravadora: Padosa - Formatos: LP, K7           | —  | — | —  | —   | —  | — | —  |              |                           |
| Más, mucho más...                                                                          | - Lançamento: 1980 - Gravadora: Padosa - Formatos: LP, K7           | —  | — | —  | —   | —  | — | —  |              |                           |
| Es Navidad                                                                                 | - Lançamento: 1980 - Gravadora: Colibrí - Formatos: LP, K7          | —  | — | —  | —   | —  | — | —  |              | - : 150,000               |
| Fuego                                                                                      | - Lançamento: 1981 - Gravadora: Colibrí - Formatos: LP, K7          | —  | 6 | —  | —   | —  | 1 | —  |              | - : 500,000 - : 143,000   |
| Xanadu                                                                                     | - Lançamento: 1981 - Gravadora: Interdisc - Formatos: LP, K7        | —  | 6 | —  | —   | —  | — | 13 |              | - : 25,000                |
| Quiero ser                                                                                 | - Lançamento: 1981 - Gravadora: Colibrí - Formatos: LP, K7          | —  | 6 | —  | —   | —  | — | 4  |              | - : 500,000 - : 334,000   |
| Por amor                                                                                   | - Lançamento: 1982 - Gravadora: Raff - Formatos: LP, K7             | 2  | — | —  | —   | —  | — | —  | - Ouro       | - : 174,000               |
| Una aventura llamada Menudo                                                                | - Lançamento: 1982 - Gravadora: Raff - Formatos: LP, K7             | 1  | — | —  | —   | —  | — | —  |              |                           |
| A todo rock                                                                                | - Lançamento: 1983 - Gravadora: RCA Records - Formatos: LP, K7      | 1  | — | —  | —   | —  | — | —  |              | - : 1,000,000             |
| Reaching Out                                                                               | - Lançamento: 1984 - Gravadora: RCA Records - Formatos: LP, K7      | —  | — | —  | 108 | —  | — | —  | - : Diamante | - : 1,000,000 - : 450,000 |
| Mania                                                                                      | - Lançamento: 1984 - Gravadora: RCA Records - Formatos: LP, K7      | —  | — | 1  | —   | —  | — | —  |              | - : 1,500,000             |
| Evolución                                                                                  | - Lançamento: 1984 - Gravadora: RCA Records - Formatos: LP, K7      | 6  | — | 1  | —   | —  | — | —  | - : Diamante | - : 1,000,000             |
| Menudo                                                                                     | - Lançamento: 1985 - Gravadora: RCA Records - Formatos: LP, K7      | 7  | — | 10 | 100 | 19 | — | —  |              |                           |
| Ayer y hoy / A Festa Vai Começar                                                           | - Lançamento: 1985 - Gravadora: RCA Records - Formatos: LP, K7      | —  | — | 5  | —   | 19 | — | —  |              |                           |
| Viva! Bravo!                                                                               | - Lançamento: 1986 - Gravadora: Globo Records - Formatos: LP, K7    | —  | — | —  | —   | —  | — | —  |              |                           |
| Refrescante...                                                                             | - Lançamento: 1986 - Gravadora: RCA Records - Formatos: LP, K7      | —  | — | —  | —   | 16 | — | —  |              |                           |
| Can't Get Enough                                                                           | - Lançamento: 1986 - Gravadora: RCA Records - Formatos: LP, K7      | —  | — | —  | —   | —  | — | —  |              |                           |
| Somos los hijos del rock                                                                   | - Lançamento: 1987 - Gravadora: RCA Records - Formatos: LP, K7      | —  | — | —  | —   | —  | — | —  |              |                           |
| In Action!                                                                                 | - Lançamento: 1987 - Gravadora: RCA Records - Formatos: LP, K7      | —  | — | —  | —   | —  | — | —  |              |                           |
| Sons of Rock                                                                               | - Lançamento: 1988 - Gravadora: Blue Dog Records - Formatos: LP, K7 | —  | — | —  | —   | —  | — | —  |              |                           |
| Sombras y figuras                                                                          | - Lançamento: 1988 - Gravadora: Sonografica - Formatos: LP, K7      | —  | — | —  | —   | 16 | — | —  |              |                           |
| Los últimos héroes                                                                         | - Lançamento: 1989 - Gravadora: Sonografica - Formatos: LP, K7      | —  | — | —  | —   | —  | — | —  | - : Platina  | - : 40,000                |
| Os Últimos Heróis                                                                          | - Lançamento: 1990 - Gravadora: RCA - Formatos: LP, K7              | —  | — | —  | —   | —  | — | —  |              |                           |
| No me corten el pelo                                                                       | - Lançamento: 1990 - Gravadora: Sonografica - Formatos: LP, K7      | 15 | — | —  | —   | 22 | — | —  |              |                           |
| Detrás de tu mirada                                                                        | - Lançamento: 1991 - Gravadora: Talento - Formatos: LP, K7          | —  | — | —  | —   | —  | — | —  |              |                           |
| 15 años                                                                                    | - Lançamento: 1992 - Gravadora: Philips - Formatos: LP, K7, CD      | —  | — | —  | —   | —  | — | —  |              |                           |
| Vem pra Mim                                                                                | - Lançamento: 1993 - Gravadora: Philips - Formatos: LP, K7, CD      | —  | — | —  | —   | —  | — | —  |              |                           |
| Imagínate...                                                                               | - Lançamento: 1994 - Gravadora: Talento - Formatos: LP, K7, CD      | —  | — | —  | —   | —  | — | —  |              |                           |
| Tiempo de amar                                                                             | - Lançamento: 1996 - Gravadora: Música Futura - Formatos: CD        | —  | — | —  | —   | —  | — | —  |              |                           |
| "—" indica uma obra que não entrou na tabela musical correspondente ou não há informações. |                                                                     |    |   |    |     |    |   |    |              |                           |

#### Como MDO
| Título                 | Detalhes                                                                        | Posições em charts | Posições em charts | Certificação      |
| Título                 | Detalhes                                                                        | US                 | US                 | Certificação      |
| Título                 | Detalhes                                                                        | Latin              | Latin Pop          | Certificação      |
| ---------------------- | ------------------------------------------------------------------------------- | ------------------ | ------------------ | ----------------- |
| MDO                    | - Lançamento: 23 de fevereiro de 1997 - Gravadora: Sony Music - Formatos: CD    | —                  | —                  | - : Ouro          |
| Un poco más            | - Lançamento: 23 de fevereiro de 1999 - Gravadora: Sony Music - Formatos: CD    | 39                 | 15                 | - : Platina       |
| Subir al cielo         | - Lançamento: 31 de outubro de 2000 - Gravadora: Sony Music - Formatos: CD      | 2                  | 2                  | - : Platina       |
| Little Piece of Heaven | - Lançamento: 28 de agosto de 2001 - Gravadora: Sony Music - Formatos: CD       | —                  | —                  |                   |
| Otra vez               | - Lançamento: 25 de janeiro de 2005 - Gravadora: Ole Music - Formatos: CD       | 12                 | 2                  | - : Ouro - : Ouro |
| Sabe a ti              | - Lançamento: 12 de fevereiro de 2008 - Gravadora: Machete Music - Formatos: CD | —                  | —                  |                   |

#### Álbuns ao vivo
| Título                             | Detalhes                                                        | Posições em charts | Posições em charts | Certificação |
| Título                             | Detalhes                                                        | US                 | US                 | Certificação |
| Título                             | Detalhes                                                        | Latin              | Latin Pop          | Certificação |
| ---------------------------------- | --------------------------------------------------------------- | ------------------ | ------------------ | ------------ |
| El reencuentro: 15 años después... | - Lançamento: 1998 - Gravadora: Fonovisa Records - Formatos: CD | 7                  | 4                  | - : 2× Ouro  |

### EPs
| Título                              | Detalhes                                                                      |
| ----------------------------------- | ----------------------------------------------------------------------------- |
| Menudo                              | - Lançamento: 1979 - Gravadora: RCA Victor - Formatos: LP (7")                |
| No. 1                               | - Lançamento: 1983 - Gravadora: Alberto Vo5, FM - Formatos: LP (7")           |
| No. 2                               | - Lançamento: 1983 - Gravadora: Alberto Vo5, FM - Formatos: LP (7")           |
| Disco Poster: 4 super éxitos        | - Lançamento: 1983 - Gravadora: Melody - Formatos: LP (7")                    |
| Menudo                              | - Lançamento: 1984 - Gravadora: RCA - Formatos: LP (7")                       |
| Cante com a Turma                   | - Lançamento: 1985 - Gravadora: RCA Victor - Formatos: LP (7")                |
| More Than Words                     | - Lançamento: 2007 - Gravadora: Epic - Formatos: CD                           |
| Un nuevo comienzo (A New Beginning) | - Lançamento: 2023 - Gravadora: Mistar Entertainment, LLC - Formatos: Digital |
| Party En California                 | - Lançamento: 2024 - Gravadora: Mistar Entertainment, LLC - Formatos: Digital |

### Álbuns de compilação
| Título                                  | Detalhes                                                                 | Posições em charts | Posições em charts | Posições em charts | Posições em charts | Certificação |
| Título                                  | Detalhes                                                                 | MEX                | US                 | US                 | US                 | Certificação |
| Título                                  | Detalhes                                                                 | MEX                | 200                | Latin              | Latin Pop          | Certificação |
| --------------------------------------- | ------------------------------------------------------------------------ | ------------------ | ------------------ | ------------------ | ------------------ | ------------ |
| Más, mucho más...                       | - Lançamento: 1980 - Gravadora: Prodim - Formatos: LP                    | —                  | —                  | —                  | —                  |              |
| De colección                            | - Lançamento: 1983 - Gravadora: Raff - Formatos: LP, K7                  | —                  | —                  | —                  | —                  |              |
| Adiós Miguel                            | - Lançamento: 1983 - Gravadora: RCA Victor - Formatos: LP, K7            | —                  | —                  | —                  | —                  |              |
| Súper éxitos de Menudo                  | - Lançamento: 1983 - Gravadora: Renew Variety Records - Formatos: LP     | —                  | —                  | —                  | —                  |              |
| Feliz Navidad — Con 14 éxitos navideños | - Lançamento: 1983 - Gravadora: Profono Internacional - Formatos: LP, K7 | —                  | —                  | —                  | —                  |              |
| Con amor - tus éxitos favoritos         | - Lançamento: 1984 - Gravadora: RCA - Formatos: LP, K7                   | —                  | —                  | —                  | —                  |              |
| 15 éxitos                               | - Lançamento: 1984 - Gravadora: RCA - Formatos: LP, K7                   | —                  | —                  | —                  | —                  |              |
| 16 Greatest Hits                        | - Lançamento: 1984 - Gravadora: RCA - Formatos: LP, K7                   | —                  | —                  | —                  | —                  |              |
| The Best of Menudo                      | - Lançamento: 1986 - Gravadora: RCA - Formatos: LP, K7                   | —                  | —                  | —                  | —                  | - : Ouro     |
| La colección                            | - Lançamento: 1990 - Gravadora: Melody - Formatos: LP, K7                | —                  | —                  | —                  | —                  |              |
| La década                               | - Lançamento: 1990 - Gravadora: Melody - Formatos: LP, K7                | —                  | —                  | —                  | —                  |              |
| Cosmopolitan Girl                       | - Lançamento: 1993 - Gravadora: Discos Hispanos - Formatos: K7           | —                  | —                  | —                  | —                  |              |
| La historia                             | - Lançamento: 1993 - Gravadora: Discos Hispanos - Formatos: K7           | —                  | —                  | —                  | —                  |              |
| 15 años de historia                     | - Lançamento: 1998 - Gravadora: RCA - Formatos: CD                       | —                  | —                  | 41                 | —                  |              |
| Lo mejor de Menudo (Vol. 1)             | - Lançamento: 1998 - Gravadora: MTM - Formatos: CD                       | —                  | —                  | —                  | —                  |              |
| Lo mejor de Menudo (Vol. 2)             | - Lançamento: 1998 - Gravadora: MTM, Talento - Formatos: CD              | —                  | —                  | —                  | —                  |              |
| Colección original                      | - Lançamento: 1998 - Gravadora: RCA/BMG - Formatos: CD                   | —                  | —                  | —                  | —                  |              |
| Lo mejor de lo mejor                    | - Lançamento: 1999 - Gravadora: BMG/Ariola - Formatos: CD                | —                  | —                  | —                  | —                  |              |
| Serie Platino: 20 éxitos                | - Lançamento: 2000 - Gravadora: RCA, BMG U.S. Latin - Formatos: CD       | —                  | —                  | —                  | —                  |              |
| La historia                             | - Lançamento: 2007 - Gravadora: RCA - Formatos: CD                       | 16                 | 190                | 10                 | 4                  |              |
| La historia de Menudo - Grandes éxitos  | - Lançamento: 2007 - Gravadora: Sony BMG Music - Formatos: CD            | —                  | —                  | —                  | —                  |              |
| Mis favoritas                           | - Lançamento: 2011 - Gravadora: Sony Music - Formatos: CD                | —                  | —                  | —                  | —                  |              |

#### Como MDO
| Título                         | Detalhes                                                                | Posições em charts | Posições em charts |
| Título                         | Detalhes                                                                | US                 | US                 |
| Título                         | Detalhes                                                                | Latin              | Latin Pop          |
| ------------------------------ | ----------------------------------------------------------------------- | ------------------ | ------------------ |
| Greatest Hits: 5th Anniversary | - Lançamento: 2 de abril de 2002 - Gravadora: Sony Music - Formatos: CD | 26                 | 11                 |

## Singles
| "Mamadú"                                                                                   | 1978 | — | 5 | —  | —  | —  |              |             | Los fantasmas                       |
| "Enséñame a cantar"                                                                        | 1978 | — | 7 | —  | —  | —  |              |             | Los fantasmas                       |
| "Calma ya"                                                                                 | 1978 | — | 6 | —  | —  | —  |              |             | Los fantasmas                       |
| "Madre"                                                                                    | 1978 | — | 4 | —  | —  | —  |              |             | Los fantasmas                       |
| "Los fantasmas"                                                                            | 1978 | — | 4 | —  | —  | —  |              |             | Los fantasmas                       |
| "I cucubano"                                                                               | 1978 | — | 2 | —  | —  | —  |              |             | Laura                               |
| "Gongoli"                                                                                  | 1978 | — | 6 | —  | —  | —  |              |             | Laura                               |
| "Fuego"                                                                                    | 1979 | — | — | —  | —  | —  |              |             | Laura                               |
| "Fuego"                                                                                    | 1981 | — | — | —  | —  | —  |              |             | Fuego                               |
| "Ella a-a"                                                                                 | 1981 | — | — | —  | —  | —  |              |             | Xanadu                              |
| "Súbete a mi moto"                                                                         | 1981 | — | — | —  | —  | —  |              |             | Quiero ser                          |
| "Quiero ser"                                                                               | 1981 | — | — | —  | —  | —  |              |             | Quiero ser                          |
| "Más, mucho más"                                                                           | 1982 | — | — | —  | —  | —  |              |             | Quiero ser                          |
| "Quiero Rock"                                                                              | 1982 | — | — | —  | —  | —  |              |             | Por amor                            |
| "A volar"                                                                                  | 1982 | — | — | —  | —  | —  | - : Ouro     |             | Una aventura llamada Menudo         |
| "Chicle de amor"                                                                           | 1983 | — | — | —  | —  | —  |              |             | A todo rock                         |
| "Indianápolis"                                                                             | 1983 | — | — | —  | —  | —  |              |             | A todo rock                         |
| "No te reprimas"                                                                           | 1983 | — | — | —  | —  | —  |              |             | A todo rock                         |
| "Si tú no estás"                                                                           | 1983 | — | — | —  | —  | —  |              |             | A todo rock                         |
| "If You're Not Here (By My Side)"                                                          | 1983 | 1 | — | —  | —  | —  |              | - : 270 000 | Reaching Out                        |
| "Piel de manzana"                                                                          | 1984 | — | — | —  | —  | —  |              |             | A todo rock                         |
| "Like a Cannonball"                                                                        | 1984 | 6 | — | —  | —  | —  |              |             | Reaching Out                        |
| "Heavenly Angel"                                                                           | 1984 | — | — | —  | —  | —  |              |             | Reaching Out                        |
| "Motorcycle Dreamer"                                                                       | 1984 | — | — | —  | —  | —  |              |             | Reaching Out                        |
| "Não se Reprima"                                                                           | 1984 | 1 | — | —  | —  | —  | - : Diamante |             | Mania                               |
| "Quero Ser"                                                                                | 1984 | 1 | — | —  | —  | —  | - : Diamante |             | Mania                               |
| "Sabes a chocolate"                                                                        | 1984 | 1 | — | —  | —  | —  |              |             | Evolución                           |
| "Hold Me"                                                                                  | 1985 | — | — | 62 | —  | —  |              |             | Menudo                              |
| "Please Be Good To Me"                                                                     | 1985 | — | — | —  | —  | —  |              |             | Menudo                              |
| "Explosion"                                                                                | 1985 | — | — | —  | —  | —  |              |             | Menudo                              |
| "La fiesta va a empezar"                                                                   | 1985 | — | — | —  | —  | —  |              |             | Ayer y hoy                          |
| "Acércate"                                                                                 | 1985 | — | — | —  | —  | —  |              |             | Ayer y hoy                          |
| "Viva! Bravo!"                                                                             | 1985 | — | — | —  | —  | —  |              |             | Ayer y hoy                          |
| "Vem por Favor"                                                                            | 1986 | — | — | —  | —  | —  |              |             | A Festa Vai Começar                 |
| "Bésame"                                                                                   | 1986 | — | — | —  | 21 | —  |              |             | Refrescante...                      |
| "Hoy me voy para México"                                                                   | 1986 | — | — | —  | —  | —  |              |             | Refrescante...                      |
| "A cara, o cruz"                                                                           | 1986 | — | — | —  | —  | —  |              |             | Refrescante...                      |
| "Salta la valla"                                                                           | 1986 | — | — | —  | —  | —  |              |             | Refrescante...                      |
| "Amiga mia"                                                                                | 1986 | — | — | —  | —  | —  |              |             | Refrescante...                      |
| "Diga Sim"                                                                                 | 1986 | — | — | —  | —  | —  |              |             | Menudo                              |
| "I'm Going Back To The Philippines"                                                        | 1986 | — | — | —  | —  | —  |              |             | The Best of Menudo                  |
| "No One Can Love You More"                                                                 | 1987 | — | — | —  | —  | —  |              |             | Can't Get Enough                    |
| "Mi sombra en la pared (Bailo con mi sombra)"                                              | 1987 | — | — | —  | —  | —  |              |             | Somos los hijos del rock            |
| "Nang Dahil Sa'yo"                                                                         | 1987 | — | — | —  | —  | —  |              |             | In Action!                          |
| "Salta La Valla"                                                                           | 1987 | — | — | —  | —  | —  |              |             | In Action!                          |
| "Y te veré (A las tres)"                                                                   | 1988 | — | — | —  | 45 | —  |              |             | Somos los hijos del rock            |
| "Dame más"                                                                                 | 1988 | — | — | —  | —  | —  |              |             | Somos los hijos del rock            |
| "Estamos en acción"                                                                        | 1988 | — | — | —  | —  | —  |              |             | Somos los hijos del rock            |
| "You Got Potential"                                                                        | 1988 | — | — | —  | —  | —  |              |             | Sons of Rock                        |
| "Historia del primer amor"                                                                 | 1989 | — | — | —  | 34 | —  |              |             | Sombras y figuras                   |
| "Gafas oscuras"                                                                            | 1989 | — | — | —  | —  | —  |              |             | Sombras y figuras                   |
| "En mis sueños"                                                                            | 1989 | — | — | —  | —  | —  |              |             | Sombras y figuras                   |
| "Niña luna"                                                                                | 1989 | — | — | —  | —  | —  |              |             | Sombras y figuras                   |
| "Los últimos héroes"                                                                       | 1989 | — | — | —  | —  | —  |              |             | Los últimos héroes                  |
| "La Primera Vez"                                                                           | 1989 | — | — | —  | —  | —  |              |             | Los últimos héroes                  |
| "Grito En La Obscuridad"                                                                   | 1990 | — | — | —  | —  | —  |              |             | No me corten el pelo                |
| "Te Recordare"                                                                             | 1990 | — | — | —  | —  | —  |              |             | No me corten el pelo                |
| "Besame en la playa"                                                                       | 1990 | — | — | —  | 26 | —  |              |             | Detrás de tu mirada                 |
| "Eres tú"                                                                                  | 1990 | — | — | —  | —  | —  |              |             | Detrás de tu mirada                 |
| "Dancin', Movin', Shakin'"                                                                 | 1991 | — | — | —  | —  | —  |              |             | Dancin', Movin', Shakin' (Single)   |
| "Búscame"                                                                                  | 1992 | — | — | —  | —  | —  |              |             | 15 años                             |
| "Lo que juramos"                                                                           | 1993 | — | — | —  | —  | —  |              |             | 15 años                             |
| "Y tú que ni te fijas"                                                                     | 1993 | — | — | —  | —  | —  |              |             | 15 años                             |
| "Cosmopolitan Girl"                                                                        | 1993 | — | — | —  | —  | —  |              |             | Cosmopolitan Girl (Single)          |
| "Juras de Amor"                                                                            | 1993 | — | — | —  | —  | —  |              |             | Vem pra Mim                         |
| "Yo quiero bailar reggae"                                                                  | 1994 | — | — | —  | —  | —  |              |             | Imagínate...                        |
| "No entiendo"                                                                              | 1996 | — | — | —  | —  | 9  |              |             | Tiempo de amar                      |
| "Dónde está tu amor"                                                                       | 1996 | — | — | —  | —  | 9  |              |             | Tiempo de amar                      |
| "Menudo Mix"                                                                               | 1998 | — | — | —  | —  | —  |              |             | Menudo Mix (Single)                 |
| "Menudo Mix 2"                                                                             | 1998 | — | — | —  | —  | —  |              |             | Menudo Mix 2 (Single)               |
| "Perdido sin ti"                                                                           | 2008 | — | — | —  | —  | 37 |              |             | Perdido sin ti (Single)             |
| "Lost"                                                                                     | 2008 | — | — | —  | —  | 36 |              |             | Lost (Single)                       |
| "Feelin'"                                                                                  | 2023 | — | — | —  | —  | 23 |              |             | Un nuevo comienzo (A New Beginning) |
| "Mi Amore"                                                                                 | 2023 | — | — | —  | —  | —  |              |             | Un nuevo comienzo (A New Beginning) |
| "Party En California"                                                                      | 2024 | — | — | —  | —  | —  |              |             | Party En California                 |
| "Brownie Sugar (Remix)"                                                                    | 2024 | — | — | —  | —  | —  |              |             | Party En California                 |
| "—" indica uma obra que não entrou na tabela musical correspondente ou não há informações. |      |   |   |    |    |    |              |             |                                     |

## Videografia

### Álbuns de vídeo
| Título                                 | Detalhes                                                                                |
| -------------------------------------- | --------------------------------------------------------------------------------------- |
| Video Explosion                        | - Lançamento: 1986 - Gravadora: RCA / Columbia Pictures Home Video - Formatos: VHS; DVD |
| Concierto en Caracas                   | - Lançamento: 1989 - Gravadora: Videorama Stereo - Formatos: Betamax                    |
| No me corten el pelo! El vídeo!        | - Lançamento: 1990 - Gravadora: Videorama Stereo - Formatos: Betamax                    |
| La historia                            | - Lançamento: 2007 - Gravadora: Sony BMG - Formatos: DVD                                |
| La historia de Menudo - Grandes éxitos | - Lançamento: 2007 - Gravadora: Sony BMG - Formatos: DVD                                |

## Filmes
- 1981 Menudo: La Pelicula[108]
- 1982 Una Aventura Llamada Menudo[109]
- 1992 The Making of Dancin Movin Shakin no YouTube